# Scottie Wilbekin
Scottie Jordan Wilbekin (ur. 5 kwietnia 1993 w Gainesville) – amerykański koszykarz, posiadający także tureckie obywatelstwo, reprezentant tego kraju, występujący na pozycjach rozgrywającego oraz rzucającego obrońcy, obecnie zawodnik Maccabi Tel Awiw.
Wielokrotnie występował w letniej lidze NBA. Reprezentował Philadelphia 76ers (2014, 2015), Memphis Grizzlies (2014), Orlando Magic (2015), Oklahoma City Thunder (2016).

## Osiągnięcia
Stan na 2 stycznia 2019, na podstawie, o ile nie zaznaczono inaczej
NCAA
- Uczestnik rozgrywek:
  - NCAA Final Four (2014)
  - Elite 8 turnieju NCAA (2011–2014)
- Mistrz:
  - turnieju konferencji Southeastern (SEC – 2014)
  - sezonu regularnego SEC (2011, 2013, 2014)
- Zawodnik roku SEC (2014)[5]
- MVP turnieju SEC (2014)[6]
- Zaliczony do:
  - I składu:
    - SEC (2014)
    - turnieju SEC (2014)
    - defensywnego SEC (2013, 2014)

  - III składu All-American (2014 przez Associated Press, Sporting News, NABC)

Drużynowe
- Mistrz Eurocup (2018)
- Finalista pucharu Turcji (2016)

Indywidualne
(* – nagrody przyznane przez portal eurobaskert.com)
- MVP:
  - Eurocup (2018)
  - finałów Eurocup (2018)
  - półfinałów Eurocup (2018)
  - 2. meczu półfinałów Eurocup (2018)
  - kolejki Euroligi (3 – 2018/2019)
- Najlepszy zawodnik*:
  - zagraniczny Eurocup (2018)
  - występujący na pozycji obronnej Eurocup (2018)
- Zaliczony do:
  - I składu:
    - EuroCup (2018)
    - NBL (2015)

  - składu honorable mention All-Europe (2018)*
- Uczestnik:
  - meczu gwiazd tureckiej ligi BSL (2016, 2018)
  - konkursu Skills Challenge podczas meczu gwiazd tureckiej ligi BSL (2016)
- Lider strzelców Eurocup (2018)

Reprezentacja
- Uczestnik europejskich kwalifikacji do mistrzostw świata (2018)